# Josef Bläser
Josef „Jupp“ Bläser (* 11. Dezember 1952 in Merzenich) ist ein ehemaliger deutscher Fußballspieler. Der Abwehrspieler hat von 1972 bis 1974 beim 1. FC Köln in der Fußball-Bundesliga 21 Ligaspiele (1 Tor) bestritten und wurde 1973 mit der „Geißbockelf“ deutscher Vizemeister und war auch beim Einzug in das DFB-Pokalfinale in fünf Spielen zum Einsatz gekommen.

## Laufbahn

### Jugend und 1. FC Köln, bis 1974
Beim SC Merzenich hat Bläser mit dem Fußballspiel in der D-Jugend angefangen. Durch sein Talent und Ehrgeiz durchlief er die Auswahlmannschaften der Kreis- und Mittelrheinauswahl.
Mit 17 Jahren schmiss Bläser seine Lehre als Maler und Lackierer; sein Ziel war Profifußballer zu werden. Er wechselte deshalb in die A-Jugend der 1. FC Köln. Unter der prägenden Anleitung von Trainer Jupp Röhrig und an der Seite von Mitspielern wie Harald Konopka, Rainer Nicot, Herbert Neumann, Herbert Hein, Jürgen Glowacz und Georg Bosbach wurde er 1971 Deutscher Meister der A-Jugend. Zur Saison 1971/72 wurde er wie auch Glowacz und Konopka in den Lizenzspielerkader des 1. FC Köln übernommen. Unter Trainer Gyula Lóránt verlief sein erstes Jahr als Profi aber unbefriedigend, er kam in der Bundesliga zu keinem Einsatz. Als Hindernis für seine Berücksichtigungen kann aber auch seine Wehrdienstzeit in Ostfriesland und Bremen sich ausgewirkt haben. Lediglich beim DFB-Pokalrückspiel in der 1. Hauptrunde am 15. Dezember 1971 gegen die Amateure des Essener FV, lief er beim 5:0-Heimerfolg in der ersten Halbzeit im Mittelfeld an der Seite von Heinz Flohe und Wolfgang Overath auf.
Erst als Rudi Schlott die Trainingsleitung beim FC zur Runde 1972/73 übernahm, besserte sich die Situation von „Jupp“ Bläser deutlich. Der studierte Diplom-Sportlehrer und vormalige Assistent von Hennes Weisweiler bei Borussia Mönchengladbach, hatte die Gabe junge Spieler zu entwickeln und sie auch zum Einsatz zu bringen. Bläser debütierte am 16. September 1972, bei einer 1:3-Auswärtsniederlage beim VfB Stuttgart in der Bundesliga. Mit Gerhard Welz, Matthias Hemmersbach, Bernhard Cullmann und Konopka bildete er dabei die FC-Defensive. Drei Tage zuvor, am 13. September, war er von Schlott bereits im UEFA-Cup beim 2:1-Heimerfolg gegen Bohemians Dublin zum Einsatz gebracht worden.
Als der FC im DFB-Pokal in das Endspiel am 23. Juni 1973 in Düsseldorf gegen Borussia Mönchengladbach einzog, hatte Bläser zuvor in den Spielen gegen Fortuna Köln (1:2/4:0 n. V.), Hamburger SV (2:2) und den zwei Spielen gegen Eintracht Braunschweig (5:0/3:2) mitgewirkt. Rückblickend bemerkt Bläser über seinen ehemaligen Trainer Schlott: „Schlott war ein wirklich guter Mensch, fast zu gut für das Fußballgeschäft“.
Drei Jahre spielte der Verteidiger in der 1. Bundesliga für den 1. FC Köln. In dieser Zeit bestritt er 21 Spiele, erzielte dabei ein Tor und wurde 1973 deutscher Vizemeister und DFB-Pokal-Finalist gegen Borussia Mönchengladbach, wobei er in dieser Partie nicht zum Einsatz kam. Da er sich dort nicht als Stammspieler durchsetzen konnte, wechselte er 1974 zu einer Ablösesumme von 100.000 DM zu Alemannia Aachen in die 2. Bundesliga. Sein letztes Bundesligaspiele absolvierte Bläser am 4. Mai 1974 bei einem 3:1-Heimerfolg gegen den FC Schalke 04. Vor Torhüter Harald Schumacher bildete er zusammen mit Konopka, Cullmann und Hein die FC-Defensive.

### Aachen und Linzer ASK, 1974 bis 1982
Am Tivoli gehörte er sofort der Stammbesetzung an und war bis 1979 ein wichtiger Bestandteil der Mannschaft. Im Debütjahr der 2. Bundesliga, 1974/75, bestritt der Neuzugang aus Köln alle 38 Rundenspiele und erzielte zwei Tore beim Erreichen des 15. Tabellenranges. Sportlich erschwerend kam aber hinzu, dass die Schwarz-Gelben mit Michael Pfeiffer, Gerd Prokop und Horst Witzler drei Trainer zum Einsatz für den Klassenerhalt zum Einsatz benötigten. Nach Ende der Runde 1978/79, Erhard Ahmann hatte das Traineramt ausgeübt und Bläser hatte in 24 Ligaeinsätzen an der Seite von Mitspielern wie Torhüter Wolfgang Dramsch, Willi Reuter, Helmut Schütt, Joaquín Montañés, Hubert Clute-Simon, Heinz-Josef Kehr und Torjäger Winfried Stradt (23 Tore) mitgewirkt, nahm er ein gutes Angebot des Linzer ASK an und wechselte nach Oberösterreich, in die Stadt an der Donau und der Linzer Torte.
148 Einsätze mit 14 Torerfolgen in fünf Jahren für die Alemannia belegen seine Wertigkeit für die Alemannia.
Mit dem 3. Rang in der Saison 1979/80 erreichte Bläser unter Trainer Adolf Blutsch und neben Mitspielern wie Dietmar Constantini, Helmut Köglberger, Eduard Krieger, Klaus Lindenberger und Kurt Nagl seine beste Platzierung mit dem Linzer ASK. Der Verein war damit für den UEFA-Cup 1980/81 qualifiziert, wo man aber gegen Radnicki Nis (1:2/1:4) bereits in der 1. Runde scheiterte. Sein letztes Ligaspiel für Graz bestritt der unermüdliche Zweikämpfer am 16. April 1982, bei einer 0:1-Auswärtsniederlage gegen Austria Salzburg.

### Ausklang
Nach seiner Zeit beim LASK Linz ging Josef Bläser nach Dachau und wurde dort Repräsentant von Rank-Xerox. Er spielte Fußball für den TSV Dachau 1865 und für den ASV Dachau. Er war auch Trainer bei beiden Vereinen und von 1993 bis 1999 Präsident beim TSV 1865.
Josef Bläser lebt mit seiner Familie in Nittendorf, in der Nähe von Regensburg und ist seit 2018 in Rente.

## Vereine
- bis 1971: SC Merzenich
- 1971–1974 1. FC Köln
- 1974–1978 Alemannia Aachen
- 1978–1982 LASK Linz
- TSV Dachau 1865
- TSV Bergkirchen
- ASV Dachau

## Statistik
- 1. Bundesliga
21 Spiele; 1 Tor 1. FC Köln

- 2. Bundesliga
148 Spiele; 14 Tore Alemannia Aachen

- DFB-Pokal
7 Spiele; 1 Tor 1. FC Köln
10 Spiele Alemannia Aachen

- UEFA-Cup
8 Spiele 1. FC Köln
2 Spiele LASK Linz

- Österreich
89 Spiele; 3 Tore LASK Linz

## Erfolge
- 1973 Deutscher Vize-Meister
- 1973 DFB-Pokal-Finale
- 1971 Deutscher Meister A-Jugend, 1. FC Köln